# Фусс, Николай Иванович
Никола́й (Николаус) Ива́нович Фусс (нем. Nikolaus Fuss; 30 января 1755[…], Базель, Швейцарский союз — 4 января 1826[…], Санкт-Петербург, Российская империя[…]) — швейцарский и российский математик, академик Санкт-Петербургской Академии наук, почётный член и член-корреспондент множества научных обществ; действительный статский советник. Основные научные исследования относятся к областям алгебры, анализа, геометрии, механики.

## Биография
Родился 29 января 1755 года в швейцарском городе Базеле, который в то время, благодаря содействию семейства Бернулли стал математическим центром Европы. В 6 лет Фусс был принят в гимназию, которую блестяще закончил к 13 годам, и поступил в Базельский Университет для изучения математических наук.
В 1772 году Леонард Эйлер, ослепший на оба глаза и испытывающий из-за этого большие затруднения в работе, обратился с просьбой к своему земляку и другу — математику Даниилу Бернулли, чтобы он подыскал для него постоянного помощника из числа своих учеников, способного помогать ему в обширных вычислениях, а также быть его секретарем. По рекомендации Бернулли, 8 июля 1772 года 17-летний Николай Фусс отправился в Санкт-Петербург, где впоследствии прожил 10 лет в семье Эйлера. Так как Эйлер к этому времени уже окончательно потерял зрение, Фусс вёл его переписку, делал вычисления по его указаниям, читал вслух математические сочинения, подготавливал статьи к печати, представлял его работы на заседаниях Академического собрания (более 160 работ) и всячески помогал в работе.
В 1774 году 19-летний Николай Фусс опубликовал свою первую научную работу написанную на французском языке в Acta Nova: «Instruction détaillée pour porter les lunettes de toutes les différentes espèces au plus haut degré de perfection… tirée de la théorie dioptrique de Mr. Euler le pére… Avec la description d’un microscope… qui est propre à produire tous les grossissements qu’on voudra».
15 января 1776 года был избран адъюнктом по кафедре чистой математики. 13 февраля 1783 года избран ординарным академиком, действительным членом Петербургской академии наук. В этом же 1783 году Н. И. Фусс, по приглашению графа де Бальмена, оставаясь в Академии, принял должность профессора математики в Сухопутном кадетском корпусе и 20 лет занимал её, способствуя математическому образованию офицеров русской армии.
В 1796 году был назначен также профессором математики Морского кадетского корпуса. В 1799 году принял русское подданство, а через год, после смерти Иоганна Альбрехта Эйлера, занял должность непременного секретаря Академии. С 1799 по 1825 год писал историю Академии, представлял Академическому собранию работы, поступившие к изданию. Вёл активную переписку с многими известными учёными того времени.
В 1802 году Фусс был назначен членом Комитета для пересмотра уставов Академии наук и Академии художеств, а также уставов Московского и Виленского университетов, за что был награждён бриллиантовым перстнем и назначен членом Главного правления училищ. Пребывая на этом посту c 1803 года в течение 22 лет, Н. И Фусс во многом поспособствовал развитию учебного дела, в частности как цензор и автор учебников . В 1805 году Фусс был назначен ещё и членом Совета военных учебных заведений.
После 1810 года, когда в Петербургской академии фактически не было президента, Н. И. Фусс в течение 8 лет выполнял его функции. Он управлял деятельностью академии в очень трудный период Отечественной войны 1812—1814 годах и первые послевоенные годы.
На службе в Петербургской академии наук Н. И. Фусс состоял почти 50 лет. Кроме прямых обязанностей Фусс выполнял особые поручения Александра I и императрицы Марии Феодоровны, президента академии, академического собрания и комитета. Н. И. Фусс прожил 70 лет и скончался 23 декабря 1825 года в Санкт-Петербурге.
С 16 декабря 1814 года — почётный член Императорского Казанского университета.

## Научная деятельность
В 1778 году Николаем Ивановичем была написана работа по астрономии «Recherche sur le derangement d´une comete qui pass pres d´une planete» («Memoires des savants etrangers», X, 1785), которая была отмечена премией Парижской Академией Наук.
Но важнейшей областью научных исследований Фусса была математика. Такие её разделы как: сферическая геометрия и тригонометрия, теория рядов, геометрия кривых, интегрирование дифференциальных уравнений. Им были исследованы некоторые свойства кривых и поверхностей 2-го порядка, кривые высших порядков и кривые, обладающие какими-нибудь заранее заданными свойствами. Также Фусс занимался математическим обоснованием картографических проекций, элементарной геометрией, в частности, решением некоторых классических задач Папа и Аполлония. Новые результаты были получены им в полигонометрии, решен ряд задач о многоугольниках и окружности.
Им написаны также основанные на математических вычислениях работы по физике («Подробное наставление о зрительных трубах»), астрономии («Размышления о спутниках звезд»), геодезии, демографии, теории вероятностей, а также множество работ по механике, таких как: «Определение движения двойного маятника, выведенное из первых начал механики», «Решение механической задачи, относящейся до полету птиц», «О сопротивлении, причиняемом дорогами повозкам четырёх и двухколесным»
Так же Николаем Фуссом было написано большое количество учебных руководств, которые впоследствии были выведены в общий курс «Начальные основания чистой математики» (1810—1812) в трёх частях. Часть 1 содержала основные понятия и операции алгебры и основывалась на работе Эйлера, которая была доработана и снабжена новыми примерами; часть 2 — начальные основания геометрии; часть 3 включала в себя приложение алгебры к геометрии, плоскую тригонометрию, конические сечения, основания дифференциального и интегрального исчисления.

## Память
В честь Николая Фусса названы:
- астероид (4778) Фусс[6][7].
- вулкан высотой 1772 метра на острове Парамушир Курильской гряды (вулкан открыт в 1805 году И. Ф. Крузенштерном, им же было присвоено название вулкану)[8].
- полуостров Фусса (Курильские острова, остров Парамушир)[8].

## Семья
Был женат на дочери Иоганна Эйлера. Их сыновья:
- Павел (1798—1855)
- Вильгельм
- Егор (Георг-Альберт; 1806—1854) — сын[9][10][11].
- Николай (1810—1867)[12]